# Regierung Awgustyn Woloschyn III
Die Regierung Awgustyn Woloschyn III, geführt vom Ministerpräsidenten Awgustyn Woloschyn (ukrainisch Авґустин Волошин, tschechisch Augustin Vološin), war die vierte Regierung der Karpatenukraine, des autonomen Teilstaates der Tschecho-Slowakei 1938–1939. Sie befand sich vom 6. März 1939 bis 15. März 1939 im Amt. Sie folgte der Regierung Awgustyn Woloschyn II und wurde – nach dem Ausrufen der Unabhängigkeit – durch die Regierung Julijan Rewaj abgelöst.

## Regierungsbildung
Während der kurzen Amtszeit der dritten Regierung Woloschyns haben sich, trotz Zusagen, die Aktivitäten der profaschistischen Organisation Karpatská Sič (Karpatische Sitsch / Карпатська Січ) verstärkt. Die Sič wurde – ähnlich wie die Hlinka-Garden in der Slowakei – zum Instrument der deutschen Politik mit dem Ziel, die Tschecho-Slowakei zu zerschlagen. Am 13. März 1939 unternahm die Sič einen Putschversuch, der in der folgenden Nacht durch die Einheiten der tschechoslowakischen Armee unter dem Befehl des Generals Prchala vereitelt wurde. Die Ausrufung des Slowakischen Staates am 14. März 1939 und der Angriff ungarischer Einheiten entlang der Demarkationslinie im Süden markierten jedoch auch den Untergang der autonomen Karpatenukraine.

## Regierungszusammensetzung
Die Minister befanden sich während der gesamten regulären Amtsperiode im Amt (vom 6. März 1939 bis 15. März 1939), wenn nicht anders angegeben.
- Ministerpräsident: Awgustyn Woloschyn
- Minister für Inneres, Finanzen und Verkehr: Lev Prchala
- Minister für Landwirtschaft, Arbeit, Gesundheit, Industrie, Handel und Gewerbe: Stepan Klotschurak